# Karnallit
Karnallit är ett mineral, som förekommer i betydande mängder i karnellitregionen stassfurtersalterna. Den är en dubbelklorid av kalium och magnesium med 38,3 % klor,14,1 % kalium, 8,7 % magnesium och 39 % vatten.
I ren form är den färglös och genomskinlig och smakar bittert. Den är mycket hygroskopisk och lättlöslig i vatten. Karnalliten är ofta något rödaktig av inblandat järn.

## Förekomst och användning
Karnallit utgör 60 % av den totala saltmängden i karnallitregionen och är ett viktigt råmaterial för kaligödselämnen. Förutom vid Stassfurt förekommer karnallit vid Kalusz i Galizien och på enstaka andra platser i Nordamerika, Ryssland, Iran och Etiopien.
Karnallit beskrevs första gången 1856 från sitt ursprung vid Stassfurt i Sachsen-Anhalt , Tyskland. Det namngavs efter den preussiske gruvingenjören, Rudolf von Carnall (1804-1874).